# Sarlahi (district)

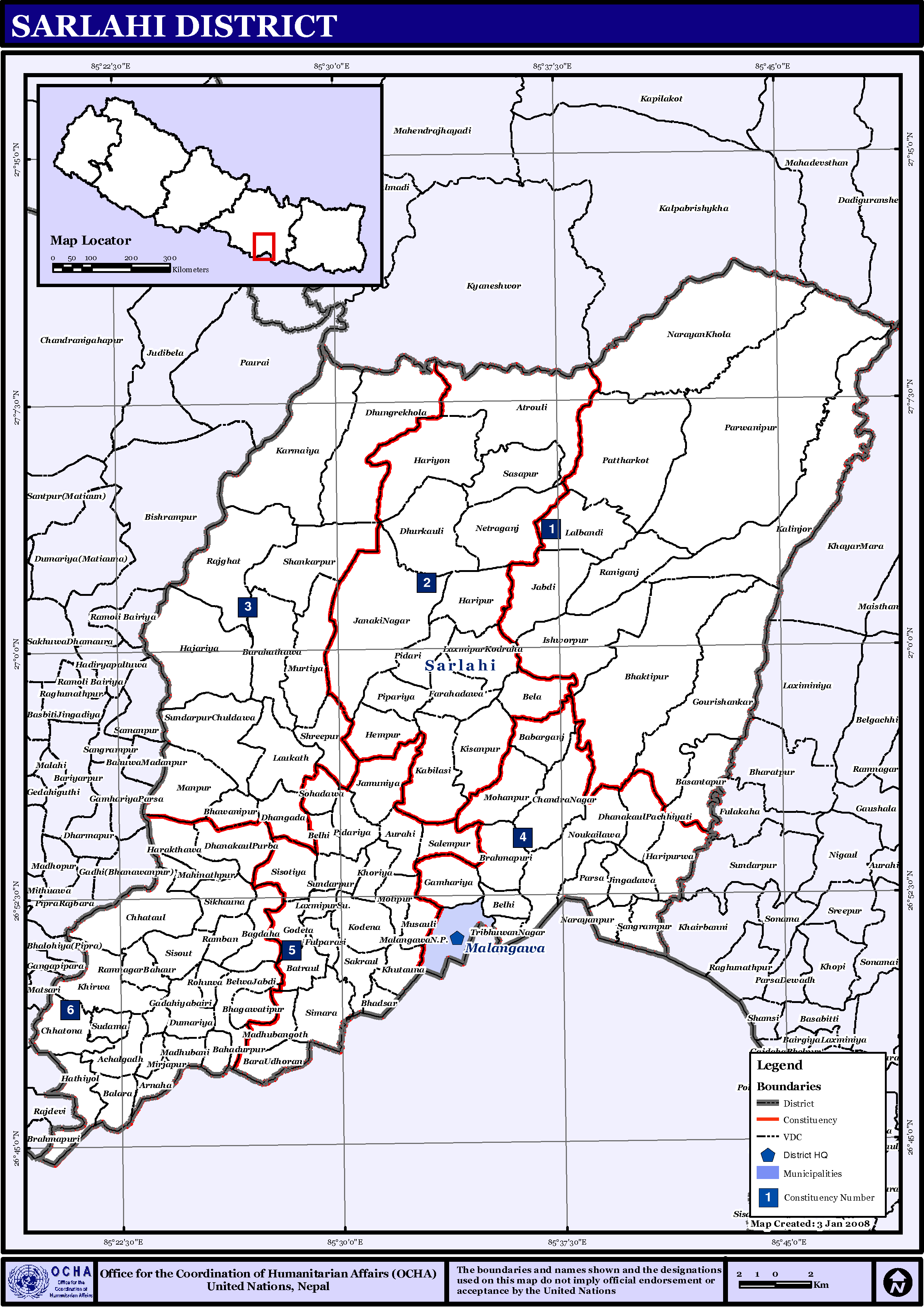
Kaart van Sarlahi

Sarlahi (Nepalees: सर्लाही) is een van de 75 districten van Nepal. Het district is gelegen in de zone Janakpur en de hoofdstad is Malangwa.

## Stedenendorpscommissies[2][3]
- Stad: Nepalees: nagarpalika of N.P.; Engels: municipality;
- Dorpscommissie: Nepalees: panchayat; Engels: village development committee of VDC.

- Steden (1): Malangwa.
- Dorpscommissies (99): Achalgadh, Arnaha, Atrouli, Aurahi, Bagdaha, Bahadurpur, Balara, Bara Udhoran, Barahathawa, Barbarganj (of: Babarganj), Basantapur, Batraul, Bela, Belhi, Belwa Jabdi, Bhadsar, Bhagawatipur, Bhaktipur, Bhawanipur, Brahmapuri, Chandra Nagar, Chhataul, Chhatona, Dhanakaul Pachhiyati (of: Dhanakaul Pachhawari), Dhanakul Purba, Dhangada (of: Dhangadha), Dhungrekhola, Dhurkauli, Dumariya, Farahadawa, Fulparasi, Gadahiyabairi, Gamhariya, Godeta, Gourishankar, Hajariya, Harakthawa, Haripur, Haripurwa, Hariyon, Hathiyol, Hempur, Ishworpur, Jabdi, Jamuniya, Janaki Nagar, Jingadawa, Kabilashi (of: Kabilasi), Kalinjor, Karmaiya, Khirwa, Khoriya, Khutauna, Kisanpur, Kodena (of: Kaudena), Lalbandhi (of: Lalbandi), Laukath, Laxmipur Kodraha, Laxmipur Su, Madhubangoth, Madhubani, Mahinathpur, Mailhi (of: Bhelhi), Manpur, Masauli (of: Musauli), Mirjapur, Mohanpur, Motipur, Murtiya, Narayan Khola, Narayanpur, Netraganj, Noukailawa, Parsa, Parwanipur, Pattharkot, Pidari, Pidaria (of: Pidariya), Pipariya, Rajghat, Ramban, Ramnagar Bahaur (of: Ramnagar Bahuarwa), Raniganj, Rohuwa, Sakraul, Salempur, Sangrampur, Sankarpur, Sasapur, Shreepur, Sikhauna, Simara, Sisotiya, Sisout, Sohadawa (of: Sahodawa), Sudama, Sundarpur, Sundarpur Chuldawa (of: Sundarpur Choharwa), Tribhuwan Nagar.

Achham · 
Arghakhanchi · 
Baglung · 
Baitadi · 
Bajhang · 
Bajura · 
Banke · 
Bara · 
Bardiya · 
Bhaktapur · 
Bhojpur · 
Chitwan · 
Dadeldhura · 
Dailekh · 
Dang · 
Darchula · 
Dhading · 
Dhankuta · 
Dhanusa · 
Dolkha · 
Dolpa · 
Doti · 
Gorkha · 
Gulmi · 
Humla · 
Ilam · 
Jajarkot · 
Jhapa · 
Jumla · 
Kailali · 
Kalikot · 
Kanchanpur · 
Kapilvastu · 
Kaski · 
Kathmandu · 
Kavrepalanchok · 
Khotang · 
Lalitpur · 
Lamjung · 
Mahottari · 
Makwanpur · 
Manang · 
Morang · 
Mugu · 
Mustang · 
Myagdi · 
Nawalparasi · 
Nuwakot · 
Okhaldhunga · 
Palpa · 
Panchthar · 
Parbat · 
Parsa · 
Pyuthan · 
Ramechhap · 
Rasuwa · 
Rautahat · 
Rolpa · 
Rukum · 
Rupandehi · 
Salyan · 
Sankhuwasabha · 
Saptari · 
Sarlahi · 
Sindhuli · 
Sindhulpalchok · 
Siraha · 
Solukhumbu · 
Sunsari · 
Surkhet · 
Syangja · 
Tanahu · 
Taplejung · 
Terhathum · 
Udayapur